# 钟氏柳
钟氏柳（学名：Salix dunnii var. tsoongii）为杨柳科柳属下的一个变种。

## 扩展阅读
- 維基物種上的相關：钟氏柳